# Stélla-Iró Ledáki
Stélla-Iró Ledáki (grec moderne : Στέλλα-Ηρώ Λεδάκη, née le 18 juillet 1988 à La Canée) est une athlète grecque, spécialiste du saut à la perche.

## Carrière
Aux Jeux olympiques d'été de 2012 à Londres, elle est éliminée en qualifications du concours du saut à la perche. 
Elle remporte la médaille d'or lors des Jeux méditerranéens 2013 à Mersin, en franchissant 4,50 m, record des Jeux et record personnel égalé.

## Palmarès
| Date | Compétition              | Lieu       | Résultat | Marque |
| ---- | ------------------------ | ---------- | -------- | ------ |
| 2013 | Jeux méditerranéens      | Mersin     | 1re      | 4,50 m |
| 2016 | Championnats des Balkans | Pitești    | 1re      | 4,10 m |
| 2017 | Championnats des Balkans | Novi Pazar | finale   | NM     |